# Governo Sánchez I
Il Governo Sánchez I fu l’esecutivo in carica nel Regno di Spagna dal 2 giugno 2018 al 13 gennaio 2020 (sebbene dimissionario dal 30 aprile 2019). 
Nato dal risultato della riuscita mozione di sfiducia al Governo Rajoy II, fu il secondo della XII legislatura, nonché l’unico della XIII, vista l’incapacità delle forze politiche, dopo le successive elezioni dell’aprile del 2019, di formare un nuovo governo.
Il 13 gennaio 2020, gli successe il Governo Sánchez II.

## Storia

### Formazione
Dopo l'approvazione, il 1º giugno 2018, da parte del Congresso dei Deputati, di una mozione di sfiducia presentata dal PSOE nei confronti del premier Mariano Rajoy e appoggiata da diversi partiti, ai sensi del meccanismo previsto dalla Costituzione spagnola della sfiducia costruttiva, venne affidato automaticamente l'incarico di Presidente del Governo di Spagna a Pedro Sánchez.
Egli, dunque, assunse le piene funzioni il 2 giugno con il giuramento innanzi al Re Filippo VI, mentre i ministri (11 donne e 6 uomini), nominati il 6 giugno, entrarono in carica il giorno successivo nell’ambito di un Governo monocolore di minoranza a guida socialista.

### Crisi, dimissioni e nuove elezioni
Nel febbraio 2019, i due partiti indipendentisti catalani Sinistra Repubblicana di Catalogna (ERC) e Partito Democratico Europeo Catalano (PDeCAT) avviarono una crisi all'interno della maggioranza non votando la legge di bilancio (chiamata in spagnolo Presupuestos), come segno di ritorsione contro il Governo, che aveva deciso di non avviare negoziati per la convocazione di un referendum sull'indipendenza della Catalogna.
Il Governo dunque, constatata la situazione, indisse le elezioni anticipate per il 28 aprile 2019, un mese prima delle elezioni europee del 26 maggio.
In seguito, non essendo uscita una maggioranza dal voto, vista l'impossibilità di formare un governo, vennero nuovamente indette altre elezioni per il novembre 2019.
Quest’ultime, tuttavia, pur non avendo comunque dato una maggioranza di governo chiara, hanno comunque permesso il raggiungimento di un accordo di governo tra il PSOE di Sánchez (vincitore delle elezioni) ed il partito Podemos di Pablo Iglesias, che, grazie all'astensione della sinistra indipendentista catalana, hanno permesso la formazione del nuovo governo e la risoluzione dello stallo politico.

## Situazione parlamentare
Al momento dell’entrata in carica, il 2 giugno 2018:
| Camera                 | Collocazione                | Partiti                                                            | Seggi     |
| ---------------------- | --------------------------- | ------------------------------------------------------------------ | --------- |
| Congresso dei Deputati | Governo                     | PSOE/PSC (84)                                                      | 84 / 350  |
| Congresso dei Deputati | Appoggio esterno/Astensione | UP (67), ERC (9), PDECAT (8), EAJ/PNV (5), MC (4), EHB (2), NC (1) | 96 / 350  |
| Congresso dei Deputati | Opposizione                 | PP (134), CS (32), JxCat (8), UPN (2), CC (1), FA (1)              | 170 / 350 |

In seguito alle elezioni dell’aprile 2019, in cui il Governo rimase in carica ad interim per via del fallimento dei negoziati per la formazione di un nuovo esecutivo:
| Camera                 | Collocazione                | Partiti                                                             | Seggi     |
| ---------------------- | --------------------------- | ------------------------------------------------------------------- | --------- |
| Congresso dei Deputati | Governo                     | PSOE/PSC (123)                                                      | 123 / 350 |
| Congresso dei Deputati | Appoggio esterno/Astensione | UP (42), ERC (15), PDECAT (7), EAJ/PNV (6), EHB (4), MC (1), NC (1) | 67 / 350  |
| Congresso dei Deputati | Opposizione                 | PP (66), CS (57), VOX (24), JxCat (8), NS (2), CC (2), PRC (1)      | 160 / 350 |

## Composizione
Partito Socialista Operaio Spagnolo (PSOE)
     Partito dei Socialisti di Catalogna (PSC)
     Indipendenti
| Carica                                                          | Titolare                                          | Titolare | Titolare                                                             | Partito      |
| --------------------------------------------------------------- | ------------------------------------------------- | -------- | -------------------------------------------------------------------- | ------------ |
| Presidente del Governo                                          |                                                   |          | Pedro Sánchez Pérez-Castejón                                         | PSOE         |
| Vicepresidente Presidenza, Rapporti con le Corti ed Uguaglianza |                                                   |          | María del Carmen Calvo Poyato                                        | PSOE         |
| Affari esteri, Unione europea e Cooperazione                    |                                                   |          | Josep Borrell Fontelles (dal 7 giugno 2019 al 30 novembre 2019)      | PSC          |
| Affari esteri, Unione europea e Cooperazione                    |                                                   |          | María Margarita Robles Fernández (ad interim) (dal 30 novembre 2019) | Indipendente |
| Giustizia                                                       |                                                   |          | Dolores Delgado García                                               | Indipendente |
| Interno                                                         |                                                   |          | Fernando Grande-Marlaska Gómez                                       | Indipendente |
| Difesa                                                          |                                                   |          | María Margarita Robles Fernández                                     | Indipendente |
| Finanze                                                         |                                                   |          | María Jesús Montero Cuadrado                                         | PSOE         |
| Economia ed Impresa                                             |                                                   |          | Nadia María Calviño Santamaría                                       | Indipendente |
| Agricoltura, Pesca e Alimentazione                              |                                                   |          | Luis Planas Puchades                                                 | PSOE         |
| Transizione ecologica                                           |                                                   |          | Teresa Ribera Rodríguez                                              | PSOE         |
| Sviluppo                                                        |                                                   |          | José Luis Ábalos Meco                                                | PSOE         |
| Salute, Consumo e Benessere sociale                             |                                                   |          | Carmen Montón Giménez (dal 7 giugno 2018 al 12 settembre 2018)       | PSOE         |
| Salute, Consumo e Benessere sociale                             | María Luisa Carcedo Roces (dal 12 settembre 2018) |          |                                                                      | PSOE         |
| Istruzione e Formazione professionale Portavoce del Governo     |                                                   |          | María Isabel Celaá Diéguez                                           | PSOE         |
| Scienza, Innovazione ed Università                              |                                                   |          | Pedro Francisco Duque Duque                                          | Indipendente |
| Cultura e Sport                                                 |                                                   |          | Màxim Huerta Hernández (dal 7 giugno 2018 al 14 giugno 2018)         | Indipendente |
| Cultura e Sport                                                 | José Guirao Cabrera (dal 14 giugno 2018)          |          |                                                                      | Indipendente |
| Industria, Commercio e Turismo                                  |                                                   |          | María Reyes Maroto Illera                                            | PSOE         |
| Lavoro, Migrazione e Sicurezza sociale                          |                                                   |          | Magdalena Valerio Cordero                                            | PSOE         |
| Politica territoriale e Funzione pubblica                       |                                                   |          | Meritxell Batet Lamaña (dal 7 giugno 2018 al 21 maggio 2019)         | PSC          |
| Politica territoriale e Funzione pubblica                       |                                                   |          | Luis Planas Puchades (ad interim) (dal 21 maggio 2019)               | PSOE         |

Fonte: